# Survivalowa rodzina
Survivalowa rodzina – polska seria dokumentalna, emitowana na Planete+, w której prowadzący Łukasz Tulej, praktyk sztuki przetrwania – zabiera polskie rodziny w dzikie tereny, aby mogły sprawdzić swoich sił w starciu z survivalem. Cykl został zrealizowany przez dom produkcyjny Tv Working Studio, a jego producentem jest Jakub Sebastian Bałdyga.

## Opis serii
Znany podróżnik i instruktor sztuki przetrwania, prowadzący serii „Naturalnie Polska” – Łukasz Tulej – powraca w całkiem nowej odsłonie. W każdym odcinku inna rodzina wybierze się w konkretny rejon Polski, aby spróbować swoich sił w kontakcie z dziką naturą. Survival to sztuka przetrwania w ekstremalnych warunkach. Jednym z podstawowych zadań człowieka w sytuacji opresyjnej jest ochrona przed zimnem, opadami i wiatrem. Bohaterowie będą musieli zapomnieć o wygodach miejskiego życia. Prowadzący towarzyszy rodzinom cały czas, dzieląc się swoją wiedzą, służąc radą i profesjonalną pomocą. To właśnie on wprowadza ich do świata survivalu i pomaga im przebrnąć przez nierzadko trudne, wymagające sporej dozy samozaparcia wyzwania.

## Opisy odcinków

### Odcinek 1.
W pierwszym odcinku Łukasz Tulej zabierze rodzinę do Trzebiatowa w województwie zachodniopomorskim. Karina z dwoma synami – Olkiem i Antkiem – na co dzień mieszkają w Poznaniu i z prawdziwym survivalem nigdy nie mieli styczności. Na początek muszą odnaleźć zakopaną w piasku skrzynię, aby odnaleźć Łukasza, który zaprowadzi ich w miejsce kolejnego zadania – tuż nad krawędź stromej skarpy. Bohaterowie będą musieli zmierzyć się także z budową tratwy ze znalezionych w okolicy śmieci i złowieniem swojej kolacji. Spać będą pod drzewami w lesie.

### Odcinek 2.
Bohaterami kolejnego odcinka programu są Asia, Olaf i Sara – niestandardowa rodzina, której ciągle brakuje spędzonego wspólnie czasu. Chcą spróbować swoich sił w sztuce przetrwania i poczuć adrenalinę. Łukasz zabiera ich w dzikie Bieszczady, gdzie będą musieli nauczyć się posługiwać sierpem i kosą, aby zdobyć pożywienie dla koni i owiec. W kolejnym zadaniu okaże się, że nawigacja w nieznanym terenie nie jest tak łatwa, jak się wydaje, a przemierzanie bieszczadzkich lasów wymaga odpowiedniego przygotowania. Czeka ich nocleg w hamakach pod gołym niebem.

### Odcinek 3.
W trzecim odcinku programu w nadmorski survival Łukasz zabierze tatę z dwiema córkami. Przed Adamem, Zosią i Marysią stoi niełatwe zadanie – muszą podjąć tonącego Łukasza z wody i wyciągnąć go na brzeg. Dziewczyny będą też musiały przełamać strach w kontakcie z żywymi rybami. Wieczorem czeka ich rozpalenie ogniska i nocleg wśród drzew, który okazuje się być sporym wyzwaniem – ogień trzeba podtrzymywać całą noc. Kolejnego dnia bohaterowie dostaną do ręki kompas, z pomocą którego muszą dotrzeć do wyznaczonego celu.

### Odcinek 4.
Ula, Hubert i Wojtek to zgrana rodzina z Gorzowa Wielkopolskiego, która na co dzień nie ma zbyt wiele czasu na aktywności fizyczne. Swoją przygodę rozpoczynają w Twierdzy Modlin, gdzie będą musieli odnaleźć Łukasza. Ciemne, kręte korytarza okazują się jednak być sporą przeszkodą, z którą bohaterowie muszą sobie jakoś poradzić. Następnie Łukasz przygotuje dla nich bogaty w białko posiłek. Noc będą musieli spędzić… na drzewie. Rano powita ich Łukasz z kolejnym, orzeźwiającym zadaniem, a ostatnim punktem ich wyprawy będzie przeprawa przez Wisłę.

### Odcinek 5.
W piątym odcinku Łukasz zabierze rodzinę z Łodzi do województwa warmińsko-mazurskiego. To region znany z pięknych jezior i dziewiczej przyrody, oferującej miłośnikom natury prawdziwy raj.
Bohaterki – Ola z córką Wiktorią – to dwie z pozoru drobne dziewczyny, którym aktywności fizyczne nie są jednak obce. Ale survival to coś więcej, o czym przekonają się już na samym początku. Okaże się, że przepłynięcie jeziora łódką może być sporym wyzwaniem, a przejście po linach nad betonową śluzą wymaga determinacji i przezwyciężenia strachu. Dziewczyny będą też musiały sprawdzić się w strzelaniu z samodzielnie wykonanego łuku. Na kolację przygotują zupę z pokrzywy, a noc spędzą w namiocie, otoczone skarpą i drzewami. Pod czujnym okiem Łukasza zabezpieczą swoje obozowisko przed intruzami. Zwieńczeniem ich przygody będzie jazda konna na oklep.

### Odcinek 6.
W kolejnym odcinku Łukasz Tulej wybierze się wraz z rodziną na malownicze Roztocze – piękną, ale mało popularną krainę geograficzną, gdzie ze względu na niepowtarzalne walory przyrodnicze utworzono park narodowy oraz liczne rezerwaty. To właśnie w jednym z nich rozpocznie się survivalowa przygoda Honoraty, Mieczysława i Kornelii – rodziny spod Szczecina. To zgrana, pozytywnie zakręcona ekipa, której nie straszne są żadne wyzwania. Będą ich czekały spływ kajakowy, przeprawa przez rzekę oraz transport wody do obozowiska w lesie. Do dyspozycji jednak będą mieli tylko kij oraz poncho przeciwdeszczowe. Zanim przygotują się do noclegu w ziemiance, Łukasz zapewni im kolację w postaci… świerszczy. Następnego dnia czeka ich wyzwanie w kuźni.

### Odcinek 7.
W siódmym odcinku programu Łukasz zabierze polsko-włoską rodzinę na Podlasie, do Biebrzańskiego Parku Narodowego. To największy park narodowy w Polsce, słynący z bagiennych łąk i lasów, które są domem m.in. dla łosi, wilków i bobrów. Króluje tu przyroda, ludzie żyją w zgodzie z naturą, a współczesność przeplata się z bogatą tradycją i historią. Nicola, Anita i ich córka Eliza spotkają się z Łukaszem w środku biebrzańskiego lasu. Czeka ich przygoda z bartnictwem – nauczą się, jak pozyskiwać miód od dzikich pszczół oraz spróbują swoich sił we wspinaczce na drzewo z użyciem leziwa. Noc spędzą na tratwie, a za posiłek posłuży im zebrany na łące makaron oraz kurki. Następnego dnia Łukasz będzie czekał na nich z kolejnymi zadaniami. Będą musieli przeprawić się przez głębokie do pasa bagno. Nauczą się też, jak wykonać świecę z huby i puszki po mielonce.

### Odcinek 8.
Janusza, Agę i Tymka czeka survival w Jurze Krakowsko-Częstochowskiej. To wyjątkowy region, który zachwyca malowniczymi dolinami, tajemniczymi grotami i skalnymi ostańcami. To właśnie przy jednym z nich rodzina wraz z Łukaszem rozpocznie swoją przygodę. Na pierwszy rzut pójdą rowery i zadanie na orientację w terenie. Później będą musieli skonstruować prowizoryczne nosze, aby donieść syna do obozowiska, gdzie czeka ich typowo turystyczna kolacja ze słoika oraz nocleg na hamakach w środku lasu. Okaże się on być całkiem sporym wyzwaniem. Rano cała trójka pozna smak korników oraz techniki maskowania w terenie. Czeka ich też wspinaczka po skałach Jury.

### Odcinek 9.
W kolejnym odcinku Łukasz Tulej zabierze Tomasza, Kajtka i Mikołaja do Bolimowskiego Parku Krajobrazowego. Położony jest on na granicy dwóch województw: łódzkiego oraz mazowieckiego. Swoim urokiem przyciąga miłośników przyrody, wycieczek pieszych i rowerowych oraz osoby, które chcą wypocząć na łonie natury. Będzie też miejscem, gdzie nasi bohaterowie zmierzą się m.in. z marszem na azymut, oporządzaniem koni i dojeniem krów. Czeka ich też spływ kajakami, ognisko oraz nocleg na sianie.

### Odcinek 10.
W ostatnim odcinku programu Łukasz zabierze Artura, Madzię i Sebastiana do województwa Świętokrzyskiego. Sercem regionu, który przyciąga wielu turystów bogactwem atrakcji, są jedne z najstarszych gór w Europie – Góry Świętokrzyskie. To właśnie w ich rejonie rodzina spróbuje swoich sił w sztuce przetrwania. Czeka ich marsz przez las na azymut, przeprawa przez głęboką rzekę oraz przygotowanie obozowiska. Spać będą w szałasie, a na kolację zjedzą oczy i wątrobę surowej, świeżo złowionej ryby. Rano nauczą się, jak wzywać pomocy w terenie – zbudują i zapalą ognisko sygnalizacyjne. Zmierzą się też z wspinaczką po skałach.